# Liste von Persönlichkeiten der Stadt Ottawa
Diese Liste zählt Personen auf, die in der kanadischen Hauptstadt Ottawa geboren wurden.

## 1801–1900

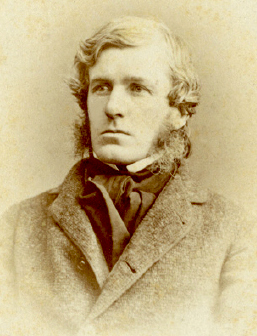
Elkanah Billings
(1820–1876)

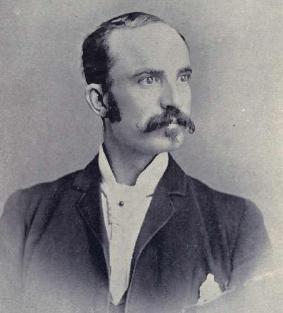
Theodore Arthur Burrows
(1857–1929)

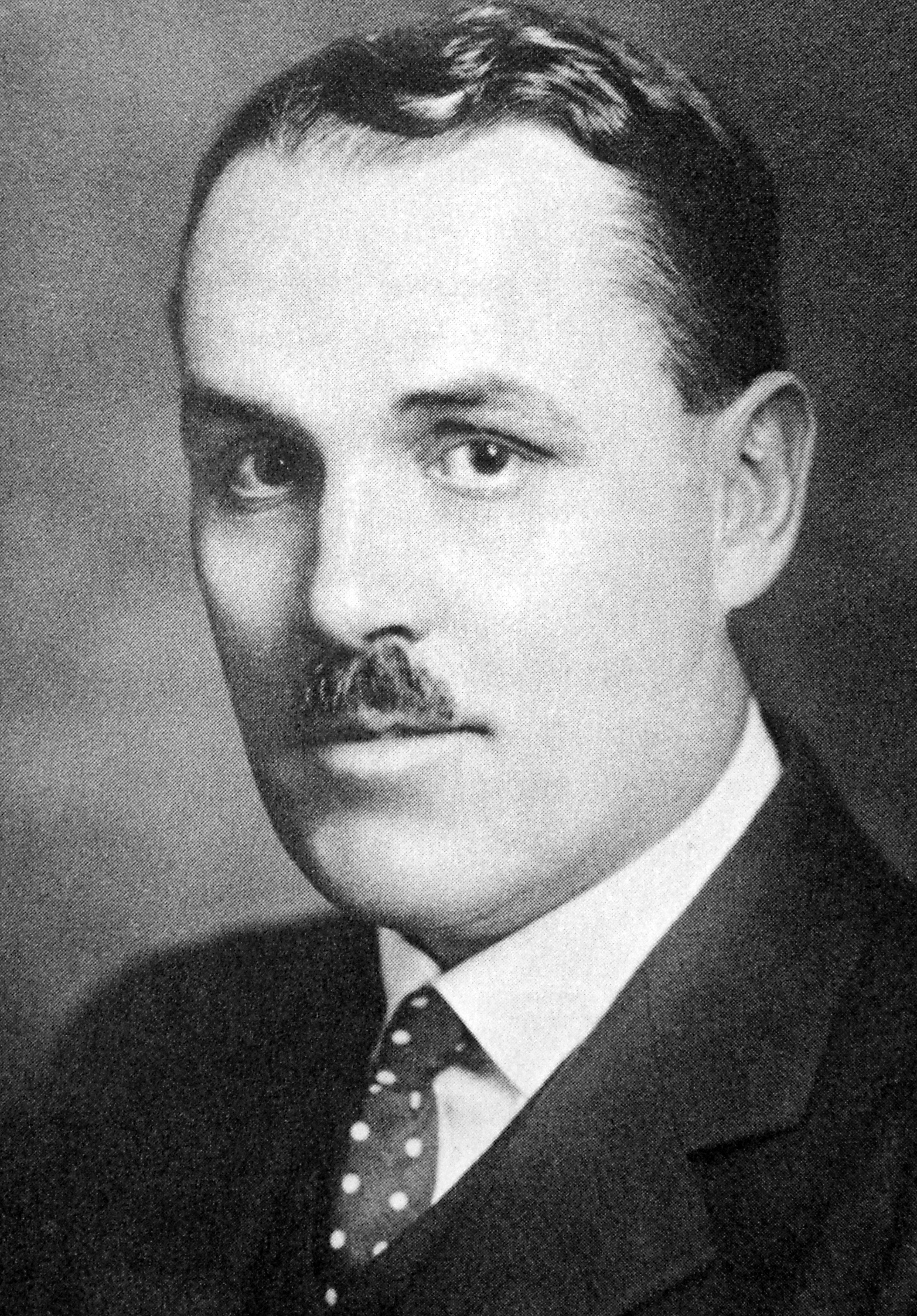
Frank Ahearn
(1886–1962)

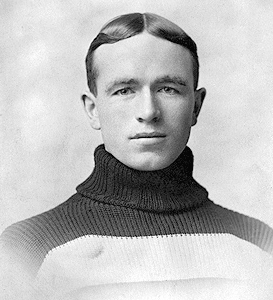
Jack Darragh
(1890–1924)

- Elkanah Billings (1820–1876), Paläontologe; Anwalt und Journalist
- Hector-Louis Langevin (1826–1906), Politiker
- Marie Owens (1853–1927), erste Polizistin in den USA
- Theodore Arthur Burrows (1857–1929), Politiker und Unternehmer
- Alexander Cameron Rutherford (1857–1941), Politiker
- Charles Murphy (1863–1935), Politiker
- Alfred Ernest Fripp (1866–1938), Politiker
- Cutbert Martin O’Gara (1886–1968), Geistlicher
- Andrew Taylor (1875–1945), Bergsteiger
- William Smith (1877–1953), Sportschütze
- James McGee (1879–1904), Eishockey- und Canadian-Football-Spieler
- Fred Lambart (1880–1946), Bergsteiger
- Frank McGee (1882–1916), Eishockeyspieler
- J. R. Tremblay (1883–1959), Schauspieler und Autor
- Éva Gauthier (1885–1958), Sängerin
- Frank Patrick (1885–1960), Eishockeyspieler, -trainer und -funktionär
- Frank Ahearn (1886–1962), Eishockeymanager
- Tommy Gorman (1886–1961), Eishockeyspieler
- Ellard A. Walsh (1887–1975), Generalmajor der Army National Guard
- Djane Lavoie-Herz (1889–1982), Pianistin und Musikpädagogin
- Jack Darragh (1890–1924), Eishockeyspieler
- Eddie Gerard (1890–1937), Eishockeyspieler und -trainer
- Clint Benedict (1892–1976), Eishockeyspieler
- Punch Broadbent (1892–1971), Eishockeyspieler
- Oscar O’Brien (1892–1958), Komponist, Arrangeur, Organist, Pianist und Musikpädagoge
- Duncan Campbell Scott (1892–1947), Lyriker und Erzähler
- Dai Vernon (1894–1992), Zauberkünstler
- Henri Belleau (1896–1976), römisch-katholischer Ordensgeistlicher, Apostolischer Vikar von James Bay
- Buck Boucher (1896–1960), Eishockeyspieler
- Bill Rooney (1896–1988), American-Football-Spieler
- John Christopher Cody (1899–1963), römisch-katholischer Bischof von London (Ontario)

## 1901–1930

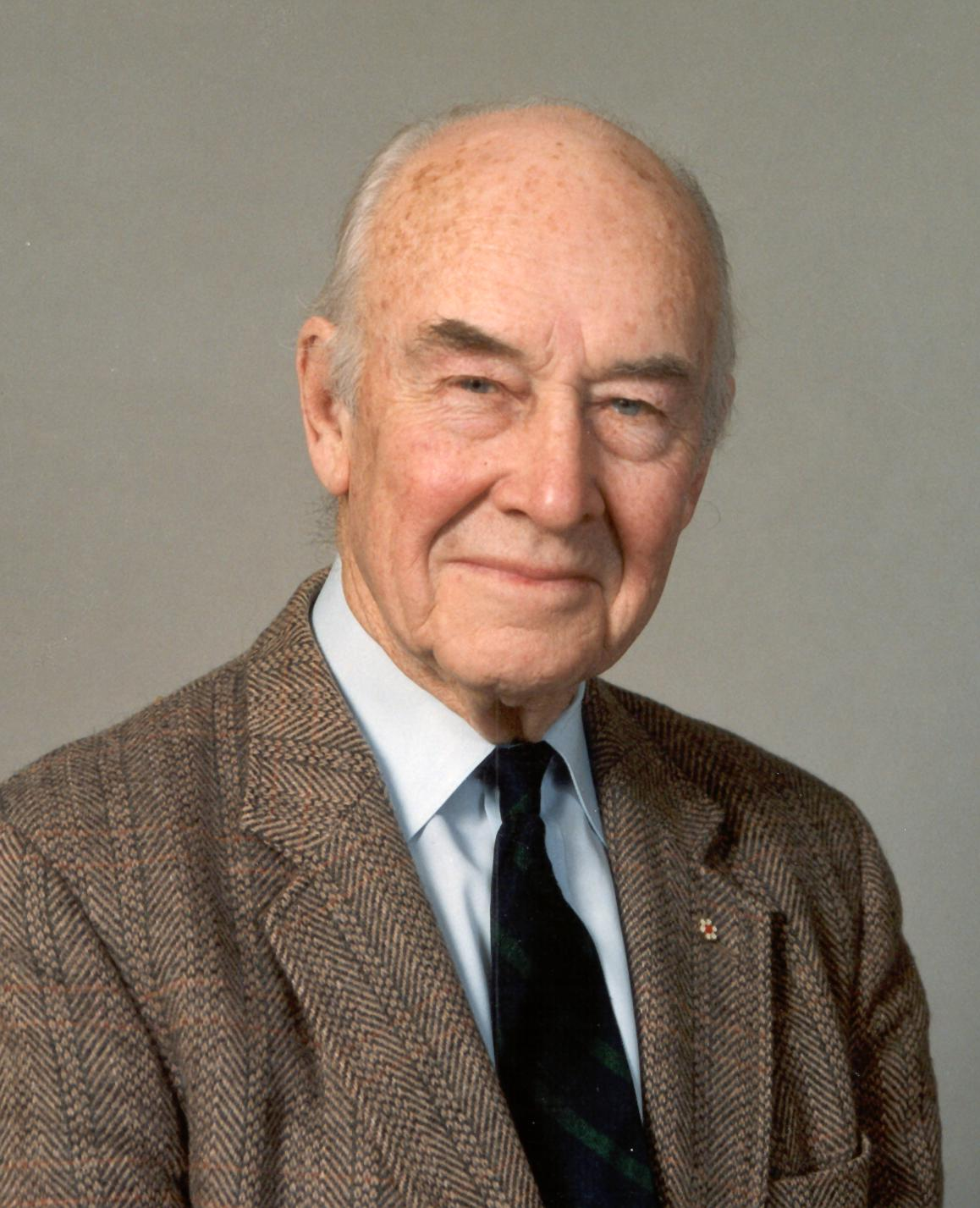
John Tuzo Wilson
(1908–1993)

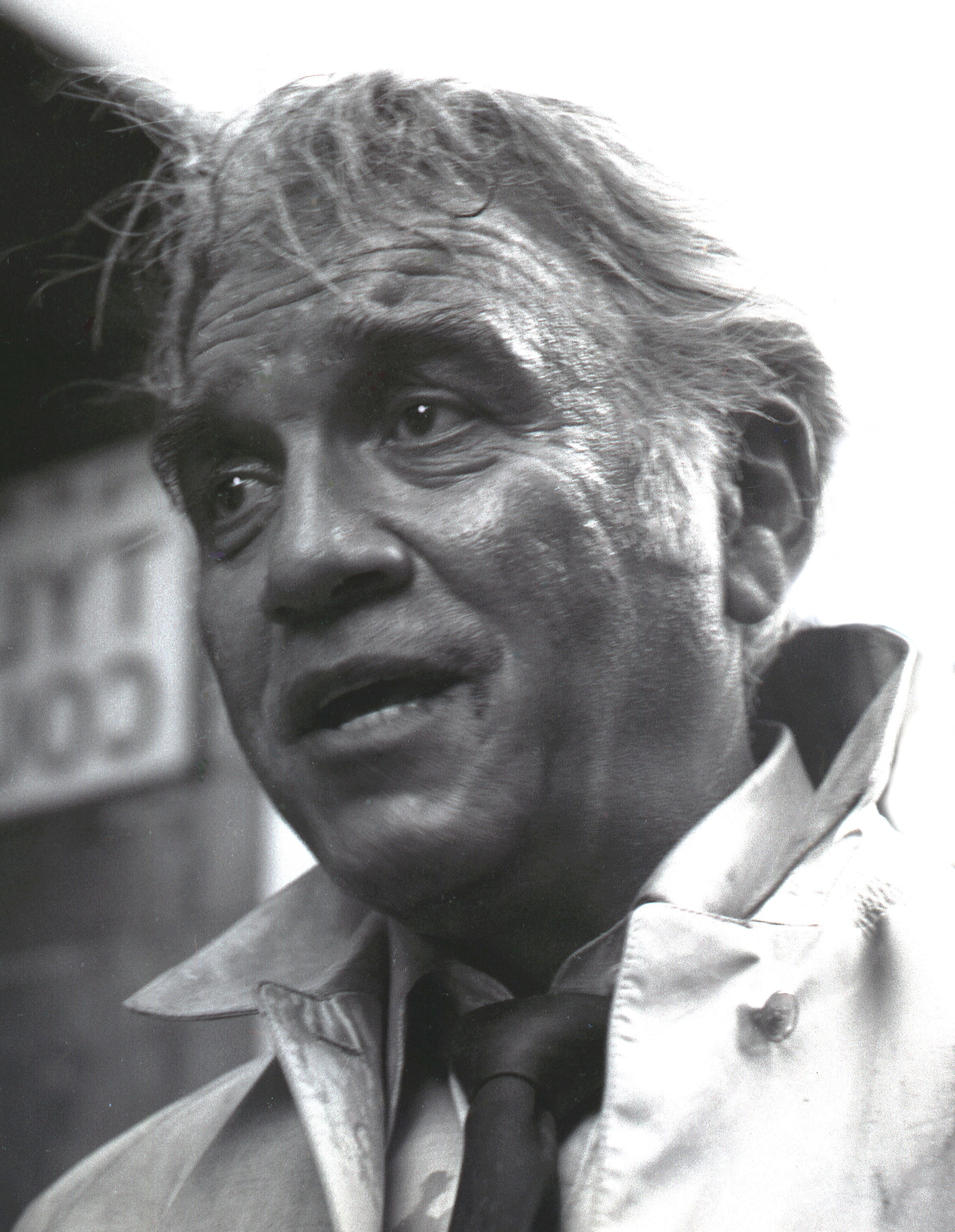
Lorne Greene
(1915–1987)

- Frank Boucher (1901–1977), Eishockeyspieler
- Aurèle Joliat (1901–1986), Eishockeyspieler
- Alex Connell (1902–1958), Eishockeyspieler
- King Clancy (1903–1986), Eishockeyspieler
- Frank Amyot (1904–1962), Kanute und Olympiasieger 1936
- Morris Davis (1904–1968), Komponist, Arrangeur und Dirigent
- Rennison Manners (1904–1944), Eishockeyspieler und -trainer
- Ebbie Goodfellow (1906–1985), Eishockeyspieler
- Hubert Douglas (1907–1977), Skilangläufer
- Thomas Moon (1908–1986), US-amerikanischer Eishockeyspieler
- John Tuzo Wilson (1908–1993), Geophysiker und Geologe
- Bud Clark (1910–1975), Skilangläufer
- John Newman (1910–1967), Eishockeyspieler
- F. R. Crawley (1911–1987), Filmproduzent, Kameramann und Regisseur
- Syd Howe (1911–1976), Eishockeyspieler
- George Tremblay (1911–1982), Komponist
- Johana Harris (1912–1995), Pianistin, Komponistin und Musikpädagogin
- Evelyn Lambart (1914–1999), erste kanadische Trickfilmschafferin
- Kilby MacDonald (1914–1986), Eishockeyspieler
- Lorne Greene (1915–1987), Schauspieler
- George Turner (1915–1965), Radrennfahrer
- Francess Halpenny (1919–2017), Herausgeberin und Hochschullehrerin
- Albert Renaud (1920–2012), Eishockeyspieler und -trainer
- John Michael Beahen (1922–1988), Weihbischof in Ottawa
- Jeanne Landry (1922–2011), Pianistin und Komponistin
- Lorenzo Rodolfo Guibord Lévesque (1923–2007), römisch-katholischer Bischof
- Bill Richards (1923–1995), Geiger und Komponist
- Ted Hibberd (1926–2017), Eishockeyspieler
- Stanley Watson (1926–1978), Jazzmusiker
- Suzanne Cloutier (1927–2003), Schauspielerin
- Robert Marie Gay (1927–2016), Bischof
- Clayton Kenny (1928–2015), Boxer[1]
- Barbara Ann Scott (1928–2012), Eiskunstläuferin
- Bruce Kirby (1929–2021), Regattasegler und Bootarchitekt

## 1931–1950

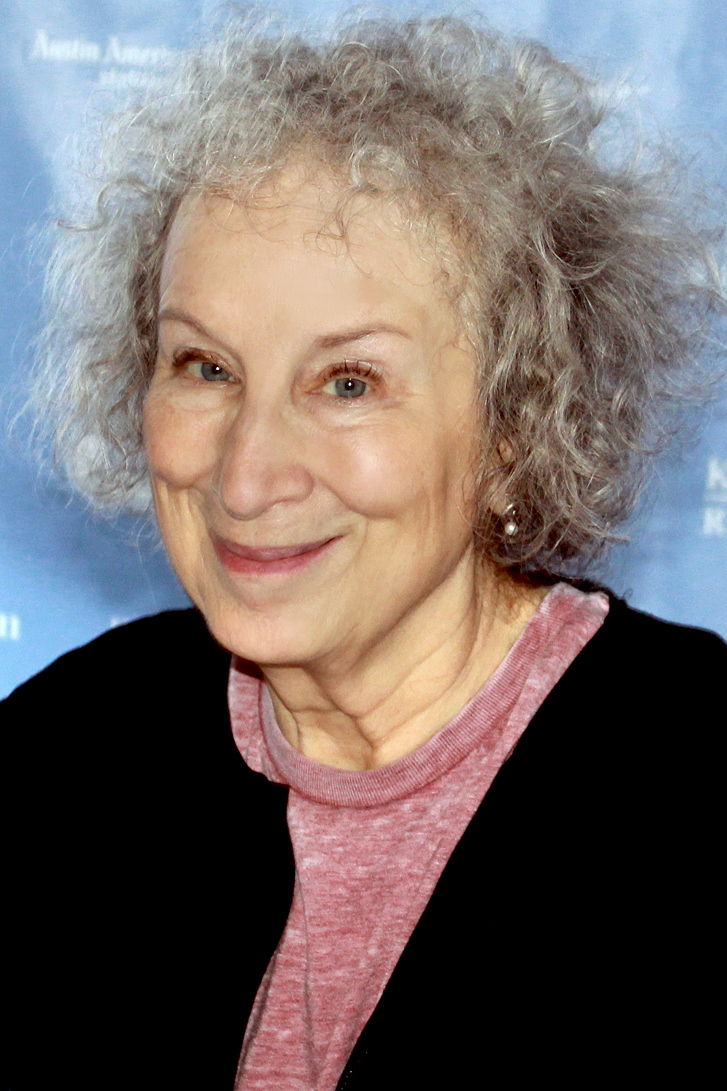
Margaret Atwood
(* 1939)

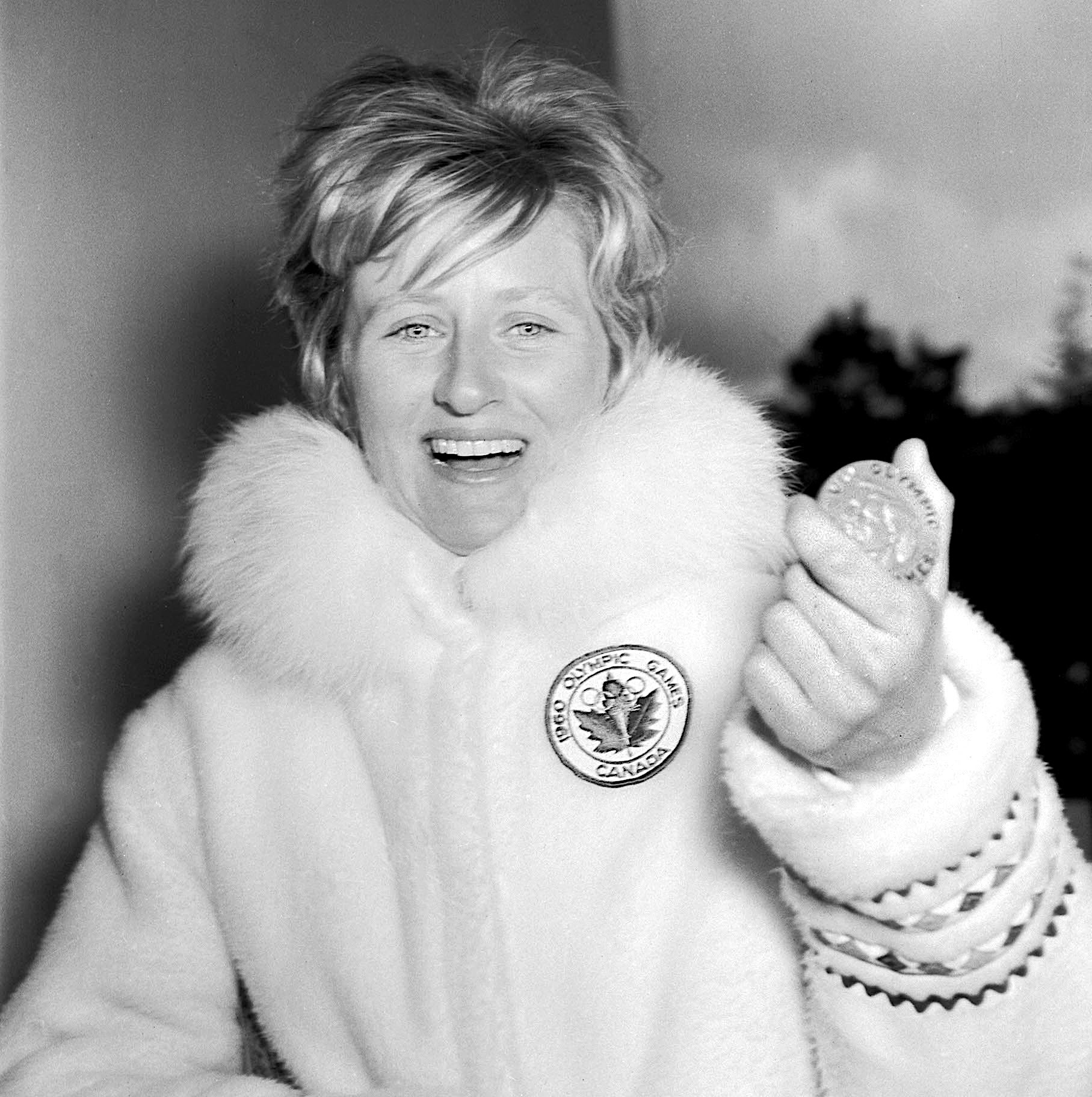
Anne Heggtveit
(* 1939)

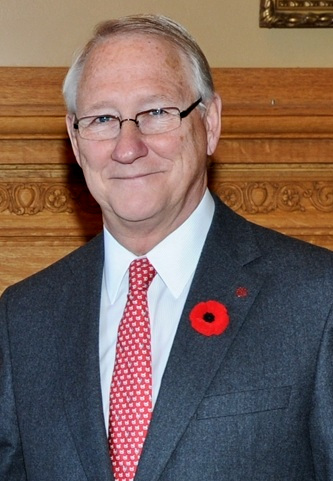
Gérald Tremblay
(* 1942)

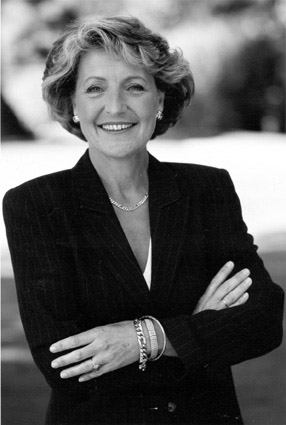
Margriet von Oranien-Nassau
(* 1943)

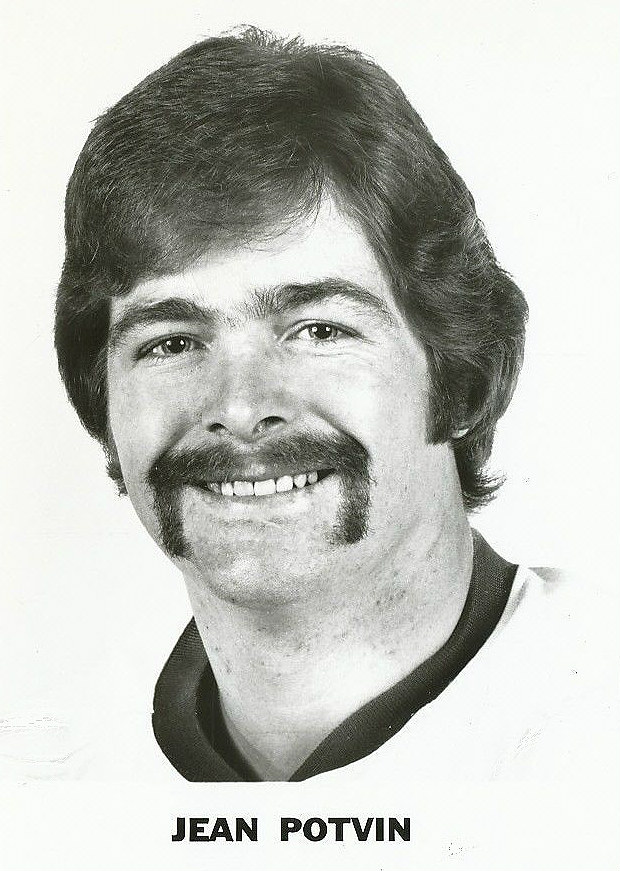
Jean Potvin
(1949–2022)

- Robert Fulford (1932–2024), Journalist, Essayist, Kolumnist und Buchautor
- Donald Stovel Macdonald PC CC (1932–2018), Rechtsanwalt und Politiker der Liberalen Partei
- Brian Cullen (* 1933), Eishockeyspieler
- Brian Kilrea (* 1934), Eishockeyspieler
- Barry Cullen (1935–2022), Eishockeyspieler
- Leneen Forde (* 1935), australisch-kanadische Politikerin
- Donald Johnston PC OC QC (1936–2022), Rechtsanwalt, Autor und Politiker der Liberalen Partei
- Rich Little (* 1938), Komiker
- Margaret Atwood (* 1939), Schriftstellerin
- Anne Heggtveit (* 1939), Skirennläuferin
- Jean-Louis Plouffe (* 1940), römisch-katholischer Geistlicher, emeritierter Bischof von Sault Sainte Marie
- Eric Wilson (* 1940), Schriftsteller
- Paul Anka (* 1941), Sänger
- Timothy Bond (* 1942), Filmregisseur und Drehbuchautor
- Frances Itani (* 1942), Schriftstellerin und Lyrikerin
- Gérald Tremblay (* 1942), Politiker und Manager
- Bill Collins (* 1943), Eishockeyspieler
- François Dompierre (* 1943), Komponist
- Nancy Greene (* 1943), Skirennläuferin
- Margriet von Oranien-Nassau (* 1943), Prinzessin der Niederlande
- Sasha Sokolov (* 1943), russischer Schriftsteller
- Barbara Keyfitz (* 1944), Mathematikerin
- Peter Leitch (1944–2024), Jazzgitarrist
- Gary Smith (* 1944), Eishockeyspieler
- Bruce Cockburn (* 1945), Folkmusiker
- Shulamith Firestone (1945–2012), Feministin
- William Halperin (* 1945), kanadisch-US-amerikanischer experimenteller Tieftemperaturphysiker
- Roger Spottiswoode (* 1945), Filmregisseur
- Gordon Thomson (* 1945), Filmschauspieler
- Danuta Gleed (1946–1996), Schriftstellerin
- John Michael Miller (* 1946), römisch-katholischer Erzbischof von Vancouver
- John Ralston Saul (* 1947), Romanautor und Essayist
- Wayne Thomas (1947–2025), Eishockeyspieler
- Christina Petrowska Quilico (* 1948), Pianistin und Musikpädagogin
- Bob Rae (* 1948), Politiker
- Larry O’Brien (* 1949), Politiker
- Jean Potvin (1949–2022), Eishockeyspieler
- Robert Kasting (* 1950), Schwimmer
- Pete Laframboise (1950–2011), Eishockeyspieler
- John Manley (* 1950), Politiker

## 1951–1960
- Fred Barrett (* 1950), Eishockeyspieler
- Dan Aykroyd (* 1952), Filmschauspieler
- Mike Bloom (* 1952), Filmschauspieler

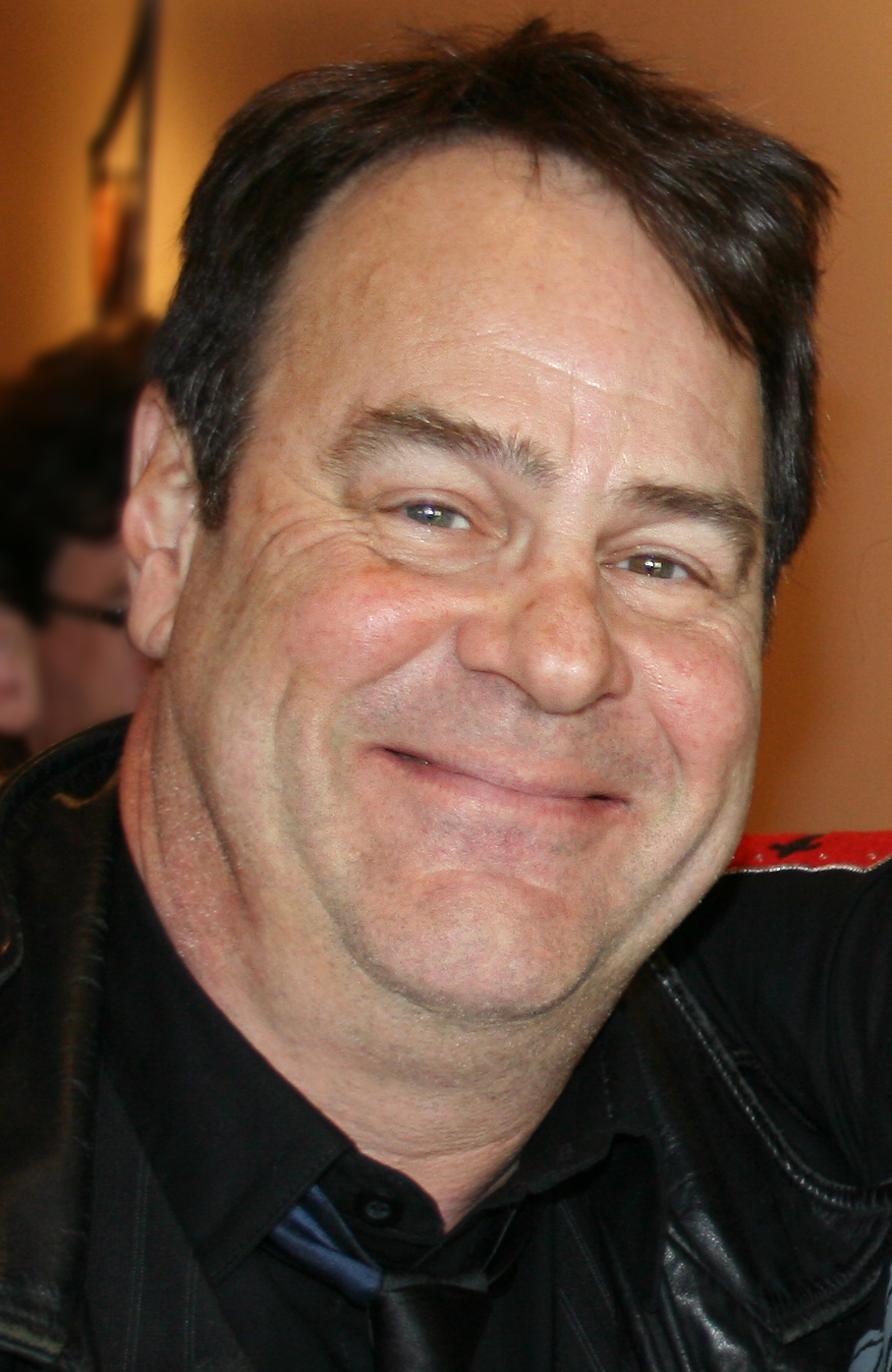
Dan Aykroyd
(* 1952)

- Kim Fripp (1952–2023), Skispringer
- Betsy Clifford (* 1953), Skirennläuferin
- John Davidson (* 1953), Eishockeyspieler
- Denis Potvin (* 1953), Eishockeyspieler
- David Reddaway (* 1953), britischer Diplomat
- Gerry Cassan (* 1954), Eisschnellläufer
- Steven Glenwood MacLean (* 1954), Astronaut
- Thomas Mulcair (* 1954), Politiker
- Timothy Sullivan (* 1954), Komponist und Musikpädagoge
- Dalton McGuinty (* 1955), Politiker
- John Dunlap (* 1957), Rechtsanwalt und Großmeister des Souveränen Malteserordens
- Joan Groothuysen (1957–2018), Skilangläuferin
- Doug Wilson (* 1957), Eishockeyspieler und -funktionär
- John Barrett (* 1958), Eishockeyspieler
- Angela Hewitt (* 1958), Pianistin
- Tim Higgins (* 1958), Eishockeyspieler und -scout
- Mike Gartner (* 1959), Eishockeyspieler
- John Ogrodnick (* 1959), Eishockeyspieler
- Rick Vaive (* 1959), Eishockeyspieler
- Stewart Gavin (* 1960), Eishockeyspieler und -scout
- Pierre Jubinville (* 1960), römisch-katholischer Ordensgeistlicher und Bischof
- Lise Meloche (* 1960), Kajaksportlerin, Skilangläuferin und Biathletin
- Robert J. Sawyer (* 1960), Autor

## 1961–1970
- Mike Bullard (* 1961), Eishockeyspieler
- Horst Bulau (* 1962), Skispringer

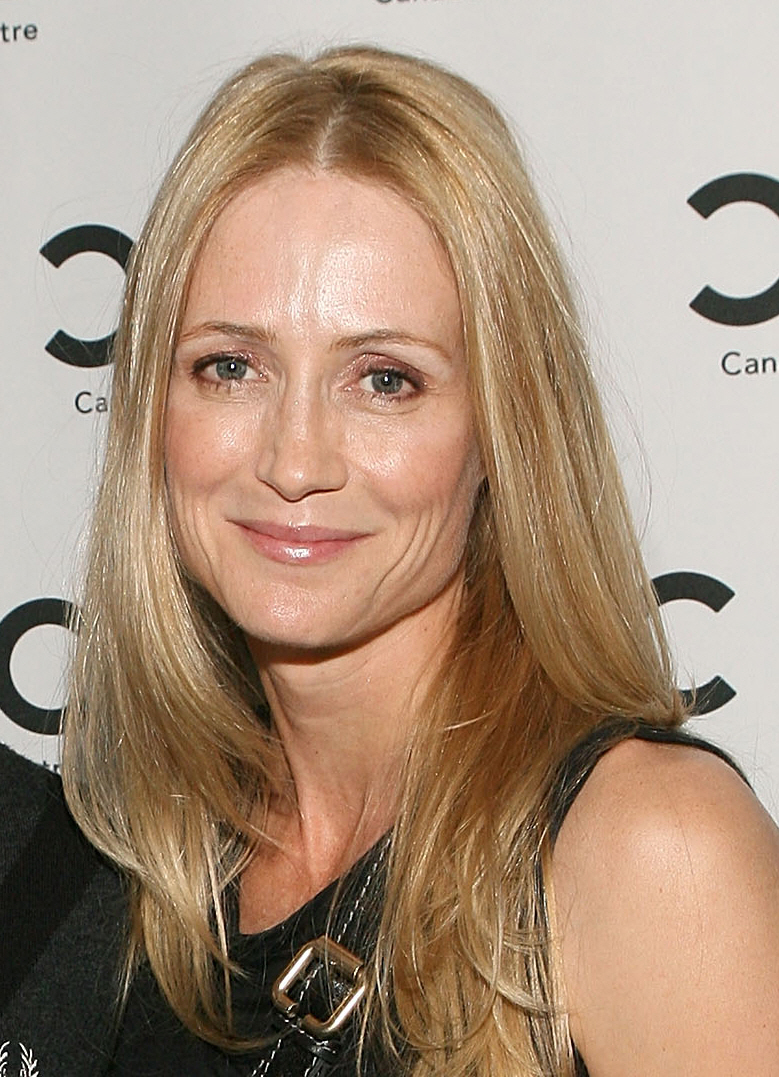
Kelly Rowan
(* 1965)

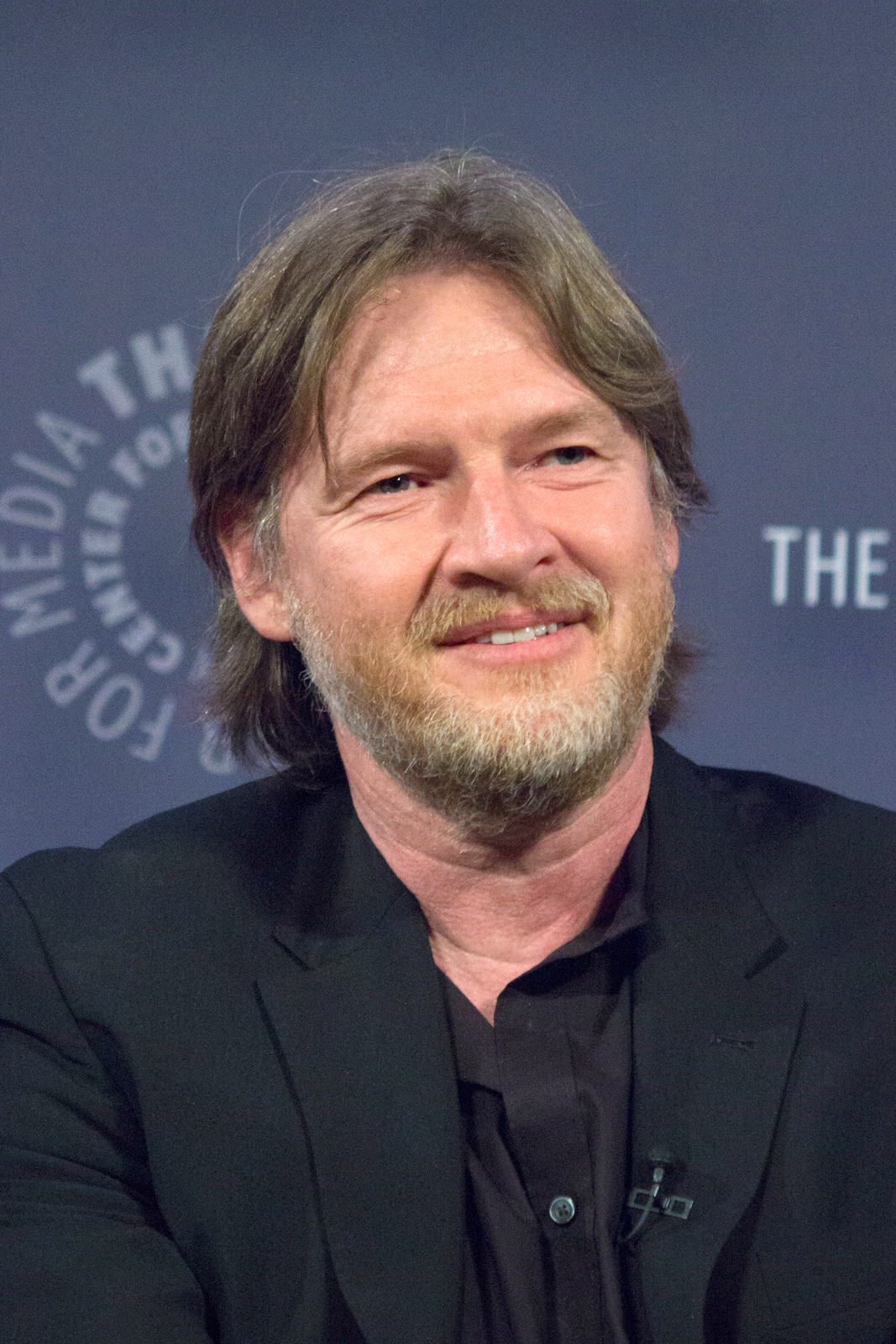
Donal Logue
(* 1966)

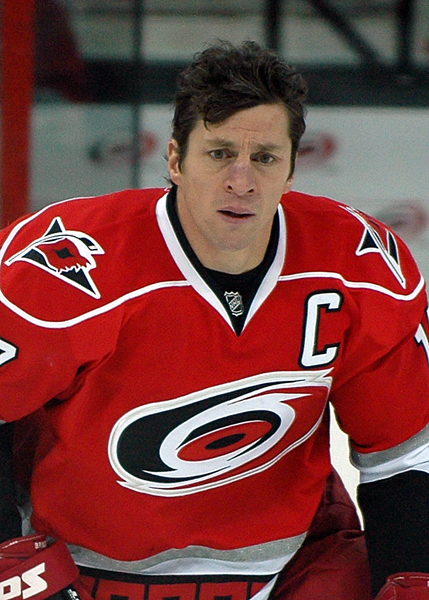
Rod Brind’Amour
(* 1970)

- Jerry Dupont (* 1962), Eishockeyspieler und -trainer
- Jill Henselwood (* 1962), Springreiterin
- Chris Simboli (* 1962), Freestyle-Skier
- Jane Wheeler (* 1962), Schauspielerin und Synchronsprecherin
- Thomas Cavanagh (* 1963), Schauspieler
- Paul Dewar (1963–2019), Lehrer und Politiker
- Claude Loiselle (* 1963), Eishockeyspieler und -funktionär
- Doug Smith (* 1963), Eishockeyspieler
- Jeff Capello (* 1964), Eishockeyspieler
- Jim Kyte (* 1964), Eishockeyspieler
- Jean McAllister (* 1964), Skilangläuferin
- Bruce Cassidy (* 1965), Eishockeyspieler und -trainer
- Kelly Rowan (* 1965), Filmschauspielerin
- Brian Walton (* 1965), Radrennfahrer
- Jeff Brown (* 1966), Eishockeyspieler
- Donal Logue (* 1966), Schauspieler
- Jeff Waters (* 1966), Rockmusiker
- D. D. Jackson (* 1967), Jazzmusiker
- K. C. Martel (* 1967), Schauspieler
- Marc Potvin (1967–2006), Eishockeyspieler
- Renn Crichlow (* 1968), Kanute[2]
- Sue Foley (* 1968), Bluessängerin, Gitarristin und Songschreiberin
- Gordon Fraser (* 1968), Radrennfahrer
- Michael Geist (* 1968), Rechtswissenschaftler und Blogger
- Geoffrey B. Greatrex (* 1968), Althistoriker
- Ken Leblanc (* 1968), Bobfahrer
- Luke Richardson (* 1969), Eishockeyspieler
- Bettina Trabert (* 1969), Schachgroßmeisterin
- Rod Brind’Amour (* 1970), Eishockeyspieler und -trainer
- Fraser Hollins (* 1970), Jazzmusiker
- Alison Korn (* 1970), Ruderin, Medaillengewinnerin bei Olympia

## 1971–1975
- Tom Green (* 1971), Comedian
- Sean O’Donnell (* 1971), Eishockeyspieler
- Shawn Rivers (* 1971), Eishockeyspieler
- Vik Sahay (* 1971), Schauspieler

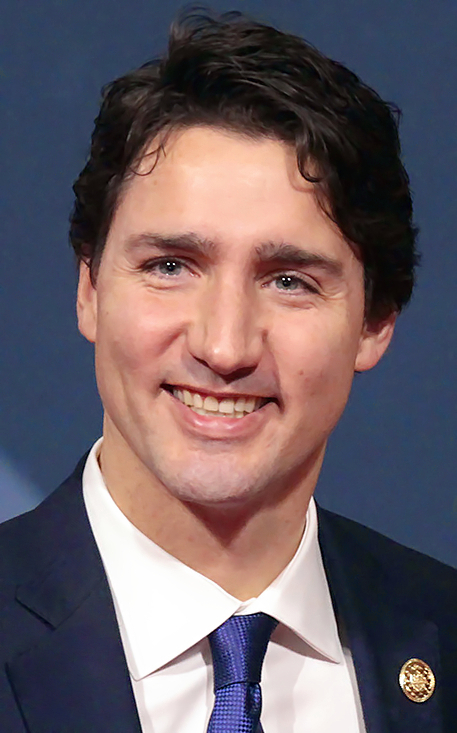
Justin Trudeau
(* 1971)

- Julie Steggall (* 1971), Freestyle-Skierin
- Justin Trudeau (* 1971), Politiker und Vorsitzender der Liberalen Partei und Premierminister Kanadas
- Virginie Besson-Silla (* 1972), französische Filmproduzentin
- Fred Brathwaite (* 1972), Eishockeyspieler
- Pierre Dorion (* 1972), Eishockeyfunktionär
- Tanya Moodie (* 1972), Schauspielerin
- Ron Pasco (* 1972), Eishockeyspieler
- Derek Armstrong (* 1973), Eishockeyspieler
- Adrian Aucoin (1973), Eishockeyspieler
- Matthew Barnaby (* 1973), Eishockeyspieler
- David Cooper (* 1973), Eishockeyspieler
- Justin Haynes (1973–2019), Jazzmusiker
- Marie-Odile Raymond (* 1973), Skilangläuferin
- Brad Smyth (* 1973), Eishockeyspieler
- Shawn Swords (* 1973), Basketballtrainer und -spieler
- Chris Lipsett (* 1974), Eishockeyspieler
- Alanis Morissette (* 1974), kanadisch-US-amerikanische Sängerin und Musikerin
- Stéphane Yelle (* 1974), Eishockeyspieler
- Tyler Moss (* 1975), Eishockeyspieler
- Jamie Rivers (* 1975), Eishockeyspieler und -trainer
- Randy Robitaille (* 1975), Eishockeyspieler
- Andre Savage (* 1975), Eishockeyspieler
- Derek Shirley (* 1975), Jazzbassist
- Steve Washburn (* 1975), Eishockeyspieler

## 1976–1980
- Dan Boyle (* 1976), Eishockeyspieler
- Sarah Chalke (* 1976), Schauspielerin

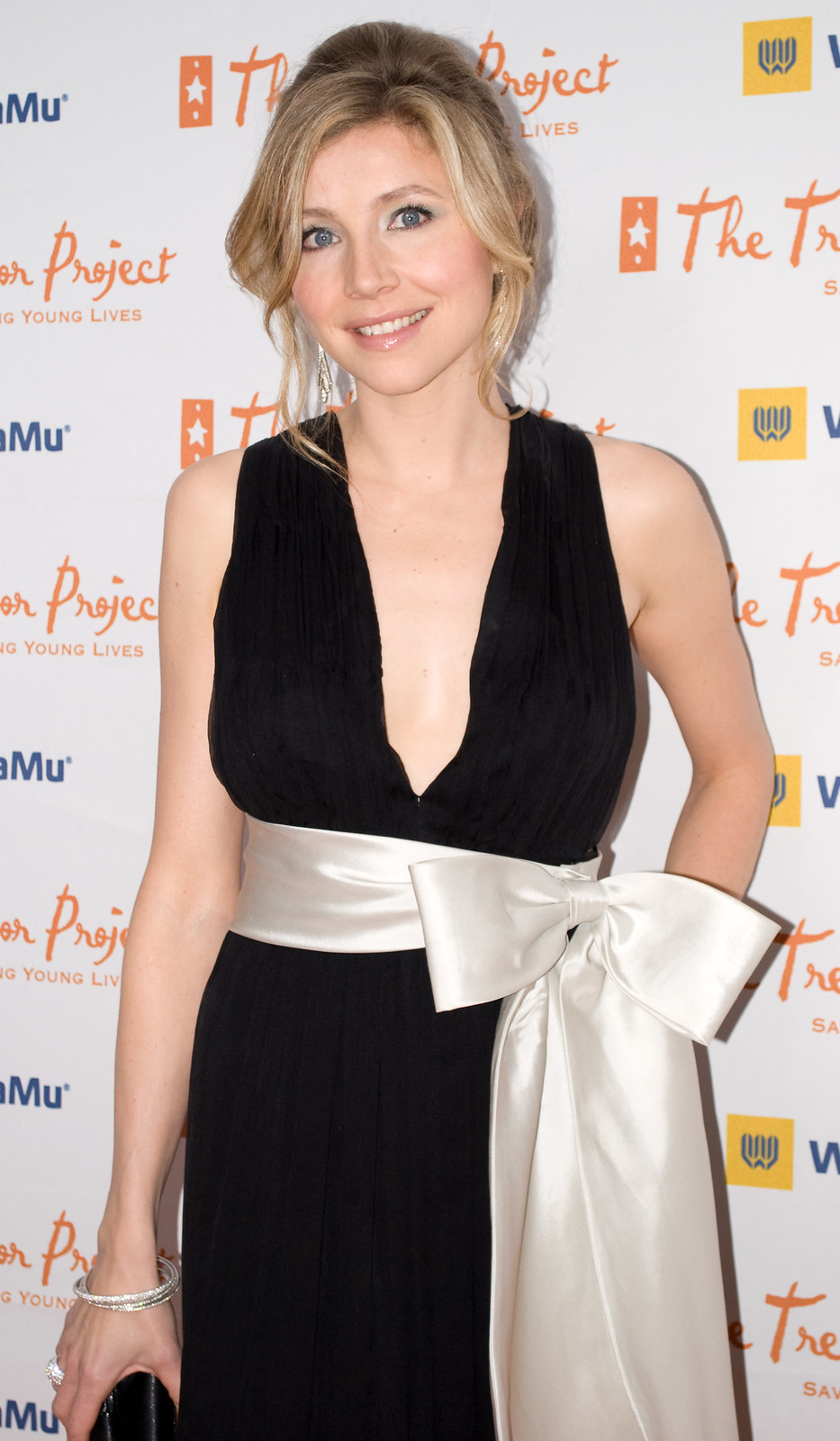
Sarah Chalke
(* 1976)

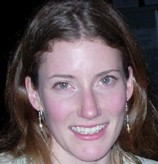
Kathleen Edwards
(* 1978)

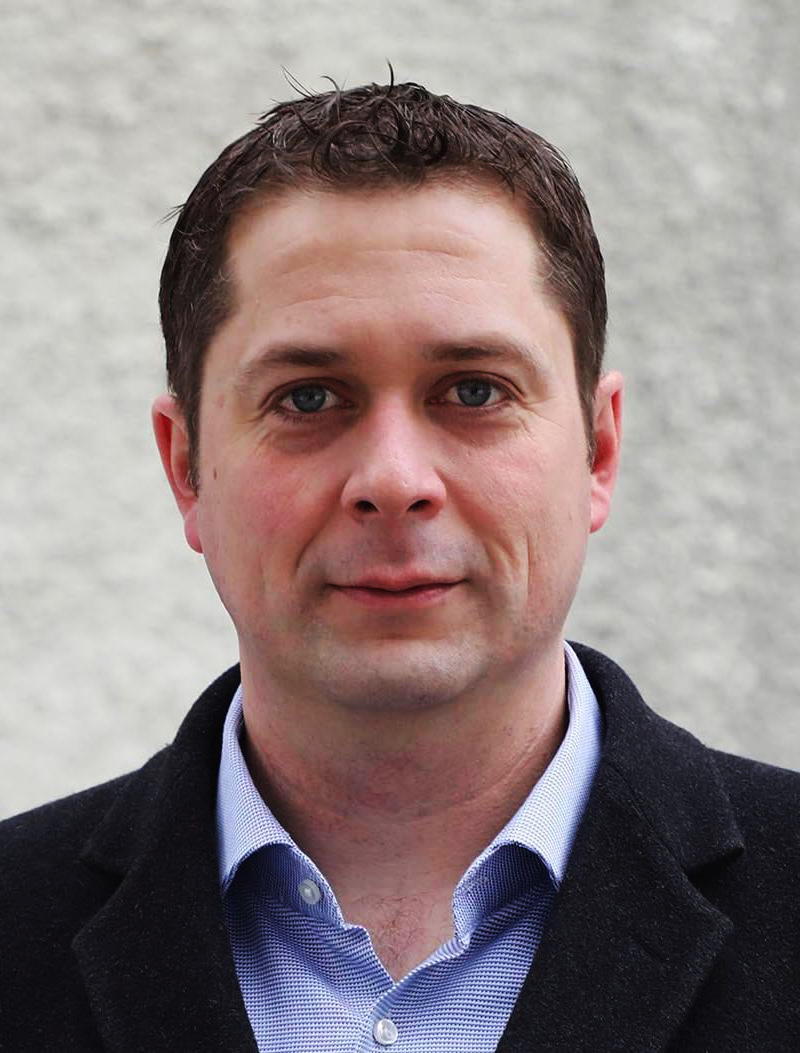
Andrew Scheer
(* 1979)

- Nick Fraser (* 1976), Jazz- und Improvisationsmusiker
- Kristina Groves (* 1976), Eisschnellläuferin
- Jeff Bean (* 1977), Freestyle-Skier
- Angela Besharah (* 1977), Schauspielerin, Synchronsprecherin und Filmschaffende
- Greg Reain (* 1977), Radrennfahrer
- Marc Savard (* 1977), Eishockeyspieler und -trainer
- Rachel Wilson (* 1977), Schauspielerin[3]
- Matth Bradley (* 1978), Eishockeyspieler und -scout
- Andrew Dabeka (* 1978), Badmintonspieler
- Kathleen Edwards (* 1978), Musikerin und Sängerin
- Marc St. Jean (* 1978), Eishockeyspieler
- Pat Kavanagh (* 1979), Eishockeyspieler
- Pierre-Yves Martel (* 1979), Musiker
- Andrew Scheer (* 1979), Politiker
- Éric Beaudoin (* 1980), Eishockeyspieler
- Sandra Keith (* 1980), Biathletin
- Valérie Marcoux (* 1980), Eiskunstläuferin[4]
- Dawn McEwen (* 1980), Curlerin
- Justin Papineau (* 1980), Eishockeyspieler
- Brad Ralph (* 1980), Eishockeyspieler, -trainer und -funktionär
- Stephan Wojcikiewicz (* 1980), Badmintonspieler

## 1981–1990
- Kristina Kiss (* 1981), Fußballspielerin
- Jay Baruchel (* 1982), Filmschauspieler

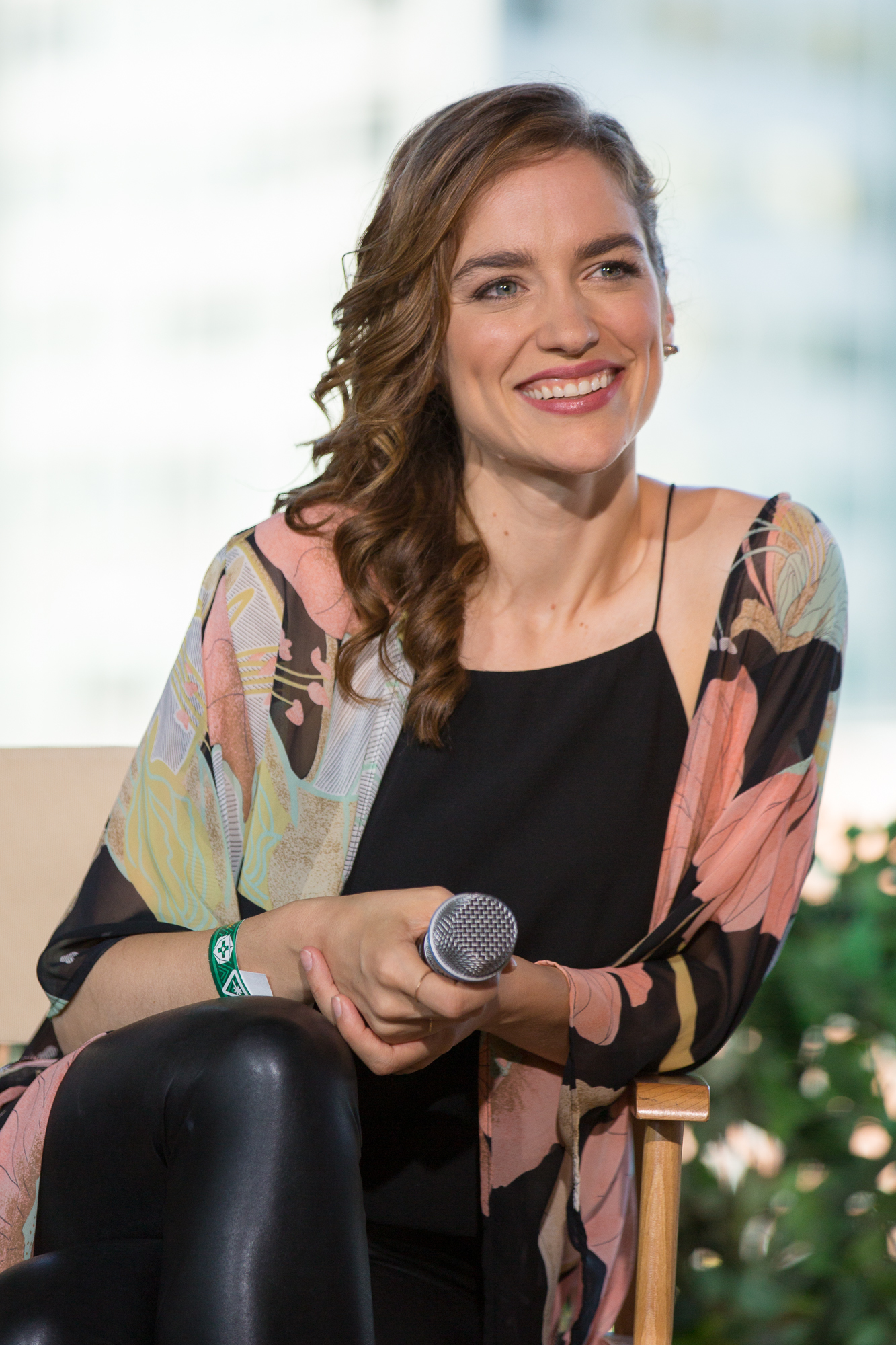
Melanie Scrofano
(* 1982)

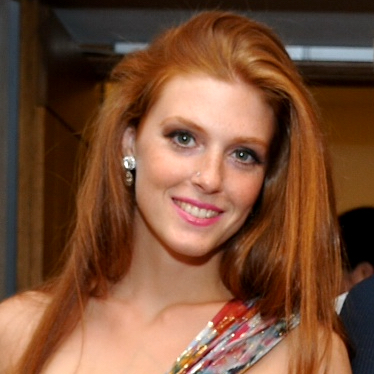
Wallis Giunta
(* 1985)

- Amanda Rheaume (* 1982), Singer-Songwriterin und Folksängerin
- Melanie Scrofano (* 1982), Schauspielerin
- Drew Seeley (* 1982), Schauspieler und Sänger
- Brendan Bell (* 1983), Eishockeyspieler
- Derek Roy (* 1983), Eishockeyspieler
- Ben Eager (* 1984), Eishockeyspieler
- Amal El-Mohtar (* 1984), Dichterin und Autorin
- Wallis Giunta (* 1985), Opernsängerin und Schauspielerin
- Marc Methot (* 1985), Eishockeyspieler
- Trevor Smith (* 1985), Eishockeyspieler
- Lisa Weagle (* 1985), Curlerin
- Mark Fraser (* 1986), Eishockeyspieler
- Nisha Kataria (* 1986), Musikerin
- Jon Matsumoto (* 1986), Eishockeyspieler
- Cody Sorensen (* 1986), Bobsportler[5]
- Michael Woods (* 1986), Radrennfahrer
- Stephen MacDonald (* 1987), Schauspieler
- Alexandra Duckworth (* 1987), Snowboarderin
- Jesse Levine (* 1987), kanadisch-US-amerikanischer Tennisspieler
- Victor Bartley (* 1988), Eishockeyspieler
- Kyle Davidson (* 1988), Eishockeyfunktionär
- Jennifer Kish (* 1988), Rugbyspielerin
- Philip Major (* 1988), Rennfahrer
- Mark Borowiecki (* 1989), Eishockeyspieler
- Paul Byron (* 1989), Eishockeyspieler
- Dustin Cook (* 1989), Skirennläufer
- Rachel Homan (* 1989), Curlerin
- Emma Miskew (* 1989), Curlerin
- Erica Wiebe (* 1989), Ringerin
- Ivanie Blondin (* 1990), Eisschnellläuferin
- Alicia Brown (* 1990), Sprinterin
- Patrick Chan (* 1990), Eiskunstläufer
- Amanda Valentine (* 1990), kanadisch-deutsche Eiskunstläuferin

## 1991–2000
- Erin Saoirse Adair (* 1991), Folk-Musikerin

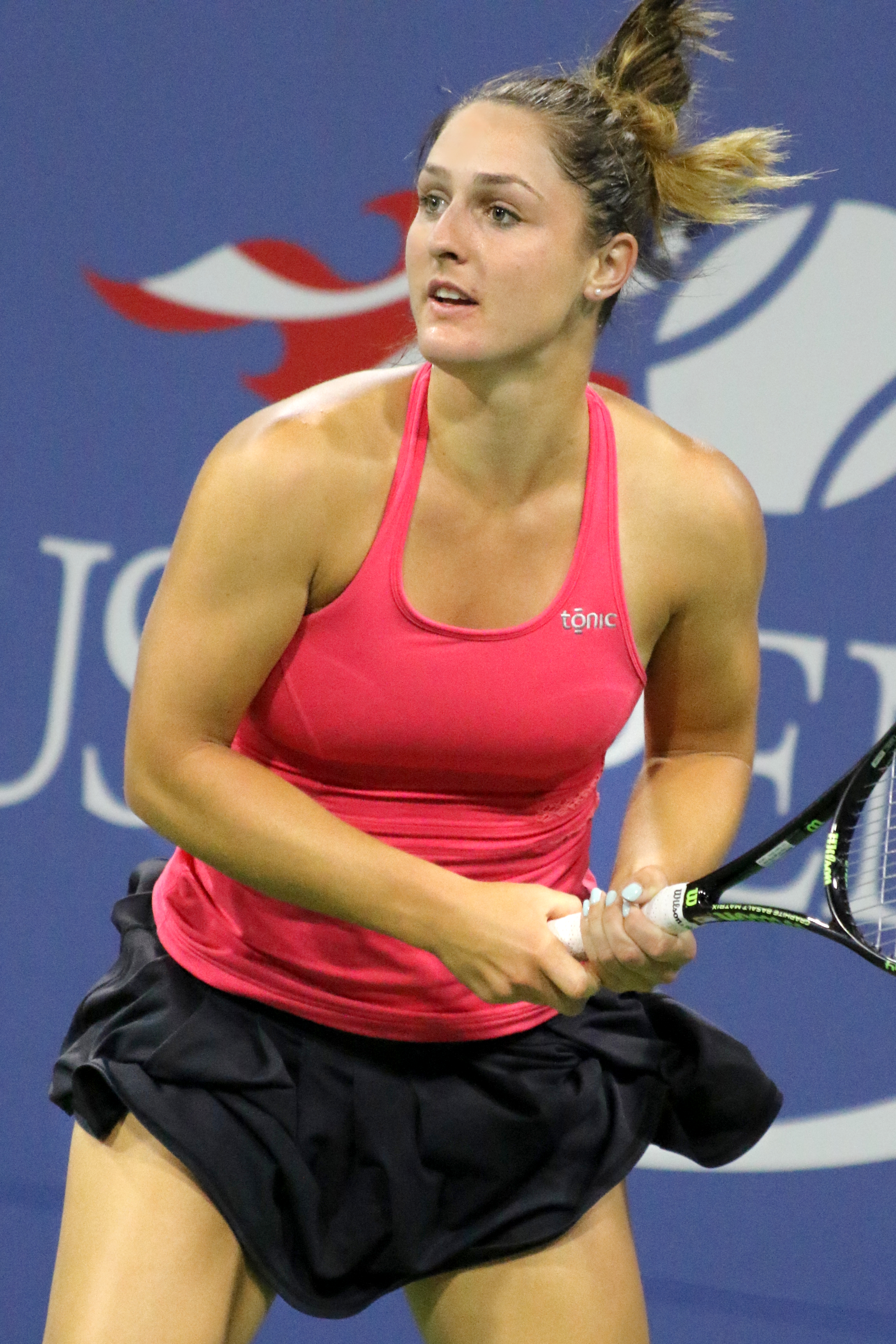
Gabriela Dabrowski
(* 1992)

- Alanna Bale (* 1991), Schauspielerin und Synchronsprecherin
- Matteo Dal-Cin (* 1991), Radrennfahrer
- Éric Gélinas (* 1991), Eishockeyspieler
- Kirsten Kasper (* 1991), Triathletin
- Kaitlyn Alexander (* 1992), Schauspielerin und Drehbuchautorin
- Gabriela Dabrowski (* 1992), Tennisspielerin
- Erik Gudbranson (* 1992), Eishockeyspieler
- Vanessa Morgan (* 1992), Schauspielerin
- Jean-Gabriel Pageau (* 1992), Eishockeyspieler
- Zacharie Robichon (* 1992), Autorennfahrer
- Melinda Shankar (* 1992), Schauspielerin
- Ryan Spooner (* 1992), Eishockeyspieler
- Cody Ceci (* 1993), Eishockeyspieler
- Melisa Ertürk (* 1993), kanadische Fußballspielerin türkischer Herkunft
- Vincent De Haître (* 1994), Eisschnellläufer und Bahnradsportler
- Andrew D’Souza (* 1994), Badmintonspieler
- Hannah Schmidt (* 1994), Freestyle-Skierin
- MacKenzie Weegar (* 1994), Eishockeyspieler
- Chris Bumstead (* 1995), Bodybuilder
- Nicholas Baptiste (* 1995), Eishockeyspieler
- Mikaela Tommy (* 1995), Skirennläuferin
- Isabelle Weidemann (* 1995), Eisschnellläuferin
- Katherine Maine (* 1997), Radrennfahrerin
- Jared Schmidt (* 1997), Freestyle-Skier
- Nicolas Mattinen (* 1998), Eishockeyspieler
- Nam Nguyen (* 1998), Eiskunstläufer
- Ali Sow (* 1998), Basketballspieler
- Theo Bair (* 1999), kanadisch-jamaikanischer Fußballspieler
- Zion Kuwonu (* 1999), Sänger
- Clarissa Larisey (* 1999), Fußballspielerin
- Aiden Warnholtz (* 2000), Basketballspieler

## 2001–2010
- Ronan Kratt (* 2003), Fußballspieler
- Nael Kane (* 2006), Fußballspieler

## Geburtsjahr unbekannt
- Hélène Landry, Pianistin und Musikpädagogin
- Eva Link, Schauspielerin und Rockmusikerin
- Anthony Lemke, Schauspieler
- Spookey Ruben, Musiker
- Jacqueline Samuda, Schauspielerin
- Kona Williams, forensische Pathologin